# Beatriz Segall
Pour les articles homonymes, voir Segall.
Beatriz de Toledo Segall, née le 25 juillet 1926 à Rio de Janeiro et morte le 5 septembre 2018 à Sao Paulo, est une actrice brésilienne.

## Biographie
À l'origine professeur de français, elle a commencé à étudier le théâtre au début des années 1950. Elle a travaillé avec Henriette Morineau. A Paris, où elle poursuit ses études, elle rencontre Maurício Segall, fils du peintre Lasar Segall, et ils se marient en 1954. Ils ont eu trois enfants : le réalisateur Sérgio Toledo, Mário (architecte) et Paulo. Pendant un temps, elle quitte le monde du spectacle pour la reprendre en 1964. Elle joue de nombreux rôles à la télévision brésilienne. Le plus connu est celui du méchant Odete Roitman dans Vale Tudo. Son dernier rôle à la télévision a été dans la série de TV Globo, The Experienced, en 2015. Elle décède d'une crise cardiaque le 5 septembre 2018.

## Filmographie partielle

### Cinéma
- 1951 : A Beleza do Diabo de Romain Lesage
- 1970 : Cleo e Daniel de Roberto Freire
- 1978 : O Cortiço de Francisco Ramalho Jr.
- 1981 : Pixote, la loi du plus faible d'Héctor Babenco
- 1988 : Romance de Sergio Bianchi
- 2002 : Hors du monde (Desmundo) d'Alain Fresnot